# Драгубітія
Фема Драгубітія (Драговітія, Другубітія) (грец. θέμα Δρουγουβιτείας) — військово-адміністративна одиниця Візантійської імперії (фема), яка розташовувалась на сході Балканського півострова. Дістала назву за слов'янським племенем драговітів. Утворено у 990-х роках. Припинила своє існування у 1018 році.

## Історія
На початку VII ст. слов'янські племена поновили вторгнення до балканських володінь Візантійської імперії. Плем'я дарговіти у 616 році утворило союз слов'янських племен на чолі з вождем Хацоном (Хотимиром), який спробував захопити Фессалоніки. У 676—678 роках драговіти в союзі з племенами рінхинів та сагудатів знову спробували захопити Фессалоніки, але невдало.
У 680-х роках візантійців перейшли у наступ. До початку VIII драговіти вимушені були визнати зверхність імперії, утворивши архонтія, яка стала напівнезалежним князівством. З цього часу здійснюються спроби християнізувати і погречити слов'ян. У IX ст. утворюється Драговітська єпископія. Згодом архонтію було підпорядковано стратегу феми Фессалоніки, а з 990-х років — Стрімон. Втім, незабаром з огляду на небезпеку з боку Болгарського царства та можливі повстання драговітів проти Візантії, імператор Василь II вирішив утворити тут фему.
Після 1018 року, коли Болгарію було підкорено, військове значення феми зникло. Висловлюється думка, що вона знову стала архонтією феми Стрімон. У 1080-х роках ймовірно відновлюється з військовою метою протистояння нападам печенізьких орд. Напочатку XII ст. внаслідок завершення асиміляції слов'ян фему остаточно ліквідовано.

## Адміністрація
Охоплювала територію між річками Аліакмон, Лудій і Вардар. Про керування фемою замало відомостей, невідомо також її адміністративний центр.